# Riding Panjang (Belinyu)
Riding Panjang is een bestuurslaag in het regentschap Bangka van de provincie Bangka-Belitung, Indonesië. Riding Panjang telt 3479 inwoners (volkstelling 2010).